# شین دونگ-پا
شین دونگ-پا (انگلیسی: Shin Dong-pa؛ زادهٔ ۲ سپتامبر ۱۹۴۴) بازیکن سابق و مربی بسکتبال اهل کره جنوبی است.
وی در مسابقات کشوری و بین‌المللی در مجموع برندهٔ ۲ مدال طلا، ۳ مدال نقره، ۴ مدال برنز شده‌است.